# Fredericksburg (Texas)
Fredericksburg (in tedesco: Friedrichsburg) è un comune (city) degli Stati Uniti d'America e capoluogo della contea di Gillespie nello Stato del Texas. La popolazione era di 10.530 abitanti al censimento del 2010.

## Geografia fisica
Fredericksburg è situata a 30°16′27″N 98°52′19″W (30.274058, −98.871822).
Secondo lo United States Census Bureau, la città ha una superficie totale di 22,35 km², dei quali 22,22 km² di territorio e 0,12 km² di acque interne (0,56% del totale).
Si trova 70 miglia (110 km) a nord di San Antonio e 78 miglia (126 km) ad ovest di Austin.

## Storia
Fredericksburg fu fondata nel 1846 e prende il nome dal principe Federico di Prussia. I residenti tedeschi di vecchia data si riferivano spesso a Fredericksburg come Fritztown, un soprannome che è ancora usato in alcune aziende. La città è anche nota come la casa del Texasdeutsch, un dialetto parlato dalle prime generazioni di coloni tedeschi che inizialmente rifiutarono di imparare l'inglese.
Fredericksburg condivide molte caratteristiche culturali con New Braunfels, che era stata fondata dal principe Carlo di Solms-Braunfels l'anno precedente. Fredericksburg è il luogo di nascita del Fleet Admiral Chester Nimitz. È la città gemella di Montabaur, in Germania. Il 14 ottobre 1970, il Fredericksburg Historic District fu aggiunto al National Register of Historic Places in Texas.

## Società

### Evoluzione demografica
Secondo il censimento del 2010, la popolazione era di 10.530 abitanti.

### Etnie e minoranze straniere
Secondo il censimento del 2010, la composizione etnica della città era formata dal 90,51% di bianchi, lo 0,48% di afroamericani, lo 0,64% di nativi americani, lo 0,6% di asiatici, lo 0,03% di oceanici, il 6,65% di altre razze, e l'1,09% di due o più etnie. Ispanici o latinos di qualunque razza erano il 21,35% della popolazione.